# Siebeneck nach Archimedes
Das Siebeneck nach Archimedes (auch bekannt als Siebeneck im Kreise) bezeichnet das Konstruktionsverfahren von Archimedes für ein regelmäßiges Siebeneck. Es ist allerdings – wie jedes regelmäßige Siebeneck – nicht allein mit den klassischen Hilfsmitteln Zirkel und (unmarkiertem) Lineal exakt darstellbar. Die bekannte Figur (siehe nebenstehendes Bild), von mehreren Übersetzern seines Werkes Siebeneck im Kreise als Neusis-Konstruktion bezeichnet, ist der überlieferten Ausarbeitung von Thabit ibn Qurra nachempfunden. Das darin eingezeichnete Siebeneck sowie dessen Umkreis sind nicht überliefert, sie dienen lediglich der Verdeutlichung. Es ist nicht bekannt, wie Archimedes das markierte Lineal zur Einschiebung (Neusis) nutzte, um den Punkt {\displaystyle M} oder {\displaystyle D} zu bestimmen.
- Als Ansatz dient: Die Strecke {\displaystyle {\overline {CM}}} ist gleich der Seitenlänge {\displaystyle s} eines Siebenecks, wenn die beiden Dreiecke {\displaystyle TMC} und {\displaystyle WRU} den gleichen Flächeninhalt haben.

Die Aufgabe verlangt zu Beginn ein beliebiges Quadrat {\displaystyle AWRC} mit Verlängerung der Seite {\displaystyle {\overline {AC}}} über {\displaystyle C} hinaus und die Diagonale {\displaystyle {\overline {AR}}}. Für die Weiterführung der Konstruktion sind zwei Varianten überliefert. Bei der ersten – die Archimedes zugeschrieben wird – bedarf es noch einer Transversalen, also einer ab Punkt {\displaystyle W} schräg durch das Quadrat verlaufenden Halbgeraden. Dabei schneidet sie die Diagonale {\displaystyle {\overline {AR}}} im Punkt {\displaystyle U}, die Quadratseite {\displaystyle {\overline {CR}}} im Punkt {\displaystyle T} und bestimmt auf der Verlängerung den gesuchten Punkt {\displaystyle M} (Abschnitt Konstruktion von Archimedes). Bei der zweiten Variante wird der Teilungspunkt {\displaystyle D} auf der Quadratseite {\displaystyle {\overline {AC}}} festgelegt und eine Parallele zu {\displaystyle {\overline {AW}}} ab {\displaystyle D} gezogen. Dabei entsteht der Schnittpunkt {\displaystyle U} auf der Diagonale {\displaystyle {\overline {AR}}} und {\displaystyle V} auf {\displaystyle {\overline {WR}}} (Abschnitt Teilungspunkt {\displaystyle D} mithilfe eines Funktionsgraphen). In beiden Konstruktionsvarianten besitzen die erzeugten Dreiecke {\displaystyle TMC} und {\displaystyle WRU} den gleichen Flächeninhalt, sodass gilt:
{\displaystyle |{\overline {CM}}|^{2}=|{\overline {AC}}|\cdot |{\overline {AD}}|} und {\displaystyle |{\overline {AD}}|^{2}=|{\overline {CD}}|\cdot |{\overline {DM}}|}.
Diese zwei Varianten sowie zwei zusätzliche, die ebenfalls den Endpunkt {\displaystyle M} bestimmen (Abschnitte Endpunkt M mithilfe eines markierten Lineals und Endpunkt M mithilfe zweier Zickzacklinien) werden im Folgenden auf unterschiedliche Art und Weise erörtert. Wurde die Seitenlänge {\displaystyle s} auf diese Art und Weise ermittelt, können anschließend, durch eine einfache weiterführende Konstruktion bei gegebenem Umkreis bzw. bei gegebener Seitenlänge, Siebenecke als Konstruktion mit Zirkel und unmarkiertem Lineal bestimmt werden.

## Geschichte

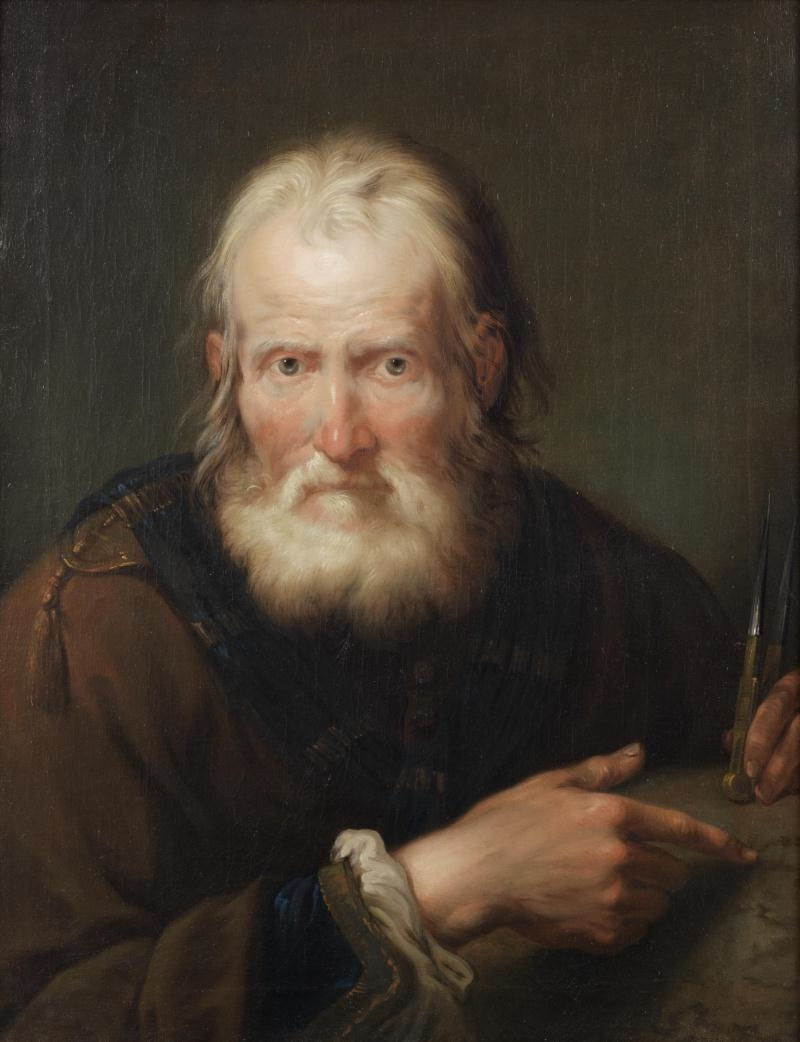
Archimedes, gemalt von
Giuseppe Nogari vor 1766

In der Geschichte der Mathematik ist zum regelmäßigen Siebeneck wenig zu finden, insbesondere zu der Archimedes (287–212 v. Chr.) zugeschriebenen und im Folgenden beschriebenen Konstruktion aus seinem Buch über das „Siebeneck im Kreise …“. Es gibt jedoch dazu keine Dokumente, die Archimedes als Verfasser bestätigen. Das in griechischer Sprache verfasste Werk ist nur mehr in Abschriften vorhanden. Erst rund 1100 Jahre später, sprich im 9. Jahrhundert, hat Thabit ibn Qurra (826–901) das Werk von Archimedes – er nannte es „Buch des Archimedes, das davon handelt, den Kreis in 7 gleiche Teile zu teilen“ – ins Arabische übersetzt und somit den Beweis für die Richtigkeit der Konstruktion von Archimedes für die Nachwelt erhalten (siehe Abschnitt Beweis zu Punkt D).

„In der Tat geschieht dieses Archimedischen Buches durch verschiedene arabische Gelehrte Erwähnung, die selbst Abhandlungen über das reguläre Siebeneck schrieben. Sämtliche dieser arabischen Texte sind uns erhalten, und so ist es möglich, den Anteil des Archimedes an der Lösung des Siebeneckproblems in etwa festzustellen.“

Das Buch des Archimedes zählt zu den ältesten arabischen Übersetzungen. Thabit ibn Qurra hatte viel Mühe aufgebracht, um die von „verständnislosen Abschreibern entstellten Sätze und Figuren“ aus dem Griechischen ins Arabische zu übertragen. Es vergingen nochmals rund 900 Jahre bis Muṣṭafā Ṣidqī Ibn Ṣāliḥ im Juli 1740 „die Korrektur und Redaktion edler Texte“ abschloss. Carl Schoy (1877–1925) übertrug das Buch des Archimedes vom Arabischen ins Deutsche. Er erhielt wertvolle Unterstützung von dem in Kairo lebenden Max Meyerhof, der ihm alle arabischen Schriften über das Siebeneck überließ. Sein Werk Die trigonometrischen Lehren des persischen Astronomen [... gekürzt Thabit ibn Qurra] wurde nach seinem Tod von Julius Ruska und Heinrich Wieleitner 1927 veröffentlicht.

## Konstruktion von Archimedes

Konstruktion von Archimedes, erst wenn die Dreiecke und den gleichen Flächeninhalt haben (grün), entspricht die Strecke der Seitenlänge eines regelmäßigen Siebenecks, Animation mit 10 s Pause am Ende

In einem Quadrat {\displaystyle AWRC} mit beliebiger Seitenlänge wird eine Halbgerade ab dem Punkt {\displaystyle W} gezogen, bis sie die Verlängerung der Quadratseite {\displaystyle {\overline {AC}}} im Punkt {\displaystyle M} schneidet. Für die dabei entstehenden Dreiecke gilt:
{\displaystyle {\begin{aligned}\left(1\right)&&{\text{Flächeninhalt von }}\triangle {WRU}&={\text{Flächeninhalt von }}\triangle {CTM}.\end{aligned}}}
Die geometrische Konstruktion von Archimedes beruht hauptsächlich auf dem Bestimmen der Streckenlänge {\displaystyle |{\overline {CM}}|}. Hierzu soll er, so wird überliefert, die Konstruktionsmethode Einschiebung (Neusis) genutzt haben. Sie entspricht in der Algebra der Lösung einer kubischen Gleichung. Die Art und Weise, wie er diese Einschiebung durchführte, um den maßgebenden Punkt {\displaystyle M} theoretisch exakt zu erhalten, ist nicht überliefert. Alhazen, ein arabischer Mathematiker (965–1040), war der Meinung, dass eine Lösung nur mithilfe der Kegelschnitte möglich sei.

„Es gründet Archimedes die Konstruktion des Siebenecks auf das Quadrat, das er zuerst behandelt; aber wir wissen nicht, wie wir das Quadrat auf die Eigenschaft hinarbeiten sollen, welche seine Vorschrift enthält. Und dies ist uns nicht klar, weil die Hinarbeitung des Quadrates auf die Eigenschaft, welche die Bedingung (der Lösung) enthält, nur mittels Kegelschnitte möglich ist. Aber der Autor (Archimedes) gibt in seinem Buche, in dem er das Siebeneck behandelt, keinen Hinweis auf sie, und er sah nicht, daß er in seinem Buche das vermengte, was nicht gleichartig war.“

„Carl Schoy“

Bild 1: Schritt 1, Prinzipskizze

Bild 2: Schritt 2, Prinzipskizze mit Erweiterung

Im Jahr 1992 schreibt Christoph J. Scriba den Aufsatz „Einige Bemerkungen zu antiken Konstruktionen“ in Amphora, einer Festschrift für Hans Wußing zu seinem 65. Geburtstag. Darin zitiert er Johannes Tropfke aus dessen Werk Die Siebeneckabhandlung des Archimedes:

„Aber diese Beziehung mit dem Schneiden eines Quadrates durch
eine Transversale – ein glänzender Einfall, der Bewunderung
verdient, dessen Entstehung man leider nicht mehr verfolgen
kann.“

Eine Einschiebung mithilfe eines markierten Lineals, dessen Kante um den Punkt {\displaystyle W} so gedreht ist, dass eine Strecke {\displaystyle {\overline {WM}}} die Bedingung liefert, die Dreiecke {\displaystyle {WRU}} und {\displaystyle CTM} haben gleich große Flächeninhalte, ist offensichtlich nicht zielführend. Dies ist so, weil für jede Einschiebung die Voraussetzung besteht, dass der für die Markierung des Lineals erforderliche Abstand der beiden Marken konstruierbar ist. Die z. B. hierfür relevanten Streckenlängen {\displaystyle |{\overline {WT}}|} oder {\displaystyle |{\overline {WM}}|} erfüllen diese Bedingung nicht. Eine Möglichkeit der Einschiebung auf eine andere Art und Weise wird in Endpunkt M mithilfe eines markierten Lineals beschrieben.
Die folgenden Ausführungen, dargestellt in moderner Sprache, lehnen sich an die Beschreibung von Thabit ibn Qurra an, die im Wesentlichen aus zwei Schritten besteht. Als ersten Schritt (Bild 1) wird zur Vorüberlegung eine Prinzipskizze der Strecke {\displaystyle {\overline {AM}}} mit ihren Teilungspunkten {\displaystyle D} und {\displaystyle C} angefertigt. Darin sei {\displaystyle |{\overline {AC}}|} die Seitenlänge des Quadrates, {\displaystyle |{\overline {AD}}|<|{\overline {AC}}|} und {\displaystyle |{\overline {AM}}|>|{\overline {AC}}|,} zugleich soll gelten:
{\displaystyle {\begin{aligned}\left(2\right)&&|{\overline {CM}}|^{2}&=|{\overline {AC}}|\cdot |{\overline {AD}}|\quad {\text{und}}\\\left(3\right)&&|{\overline {AD}}|^{2}&=|{\overline {CD}}|\cdot |{\overline {DM}}|\end{aligned}}}
Im zweiten Schritt (Bild 2) erweitert man die soeben erstellte Prinzipskizze. Hierzu wird zuerst über die Strecke {\displaystyle {\overline {AC}}} mithilfe {\displaystyle {\overline {CM}}} das gleichschenklige Dreieck {\displaystyle ACB} errichtet. Verbindet man nun den Punkt {\displaystyle B} mit {\displaystyle M,} ergibt sich das ebenfalls gleichschenklige Dreieck {\displaystyle CMB.} Nach Thabit ibn Qurra haben – bei exakt bestimmtem Teilungspunkt {\displaystyle D} und Endpunkt {\displaystyle M} – die Winkel an den Scheiteln {\displaystyle M} und {\displaystyle B} jeweils die Winkelweite {\displaystyle \mu ={\tfrac {\pi }{7}}} und an den Scheiteln {\displaystyle C} (Supplementwinkel, Nebenwinkel) und {\displaystyle A} jeweils die Winkelweite {\displaystyle 2\mu ={\tfrac {2\pi }{7}}.} Somit ist der Winkel {\displaystyle 2\mu } der Zentriwinkel des Siebenecks.

### Teilungspunkt D mithilfe eines Funktionsgraphen

Bild 3: Bestimmung des Teilungspunktes mithilfe des Graphen der Funktion, in der Darstellung ist. Wenn, verläuft der Graph durch die Punkte.

Es bedarf dazu mindestens eines zusätzlichen Hilfsmittels, wie z. B. einer Parabel oder einer Parabel und Hyperbel oder des im Folgenden ermittelten Funktionsgraphen. Die Dreiecke {\displaystyle {ACB}} und {\displaystyle {CMB}} sind nicht Teil der Lösung, sie dienen lediglich der Veranschaulichung.
Für eine exakte Konstruktion (Bild 3) zeichnet man zuerst das Quadrat {\displaystyle AWRC} mit der beliebigen Seitenlänge {\displaystyle a=|{\overline {AC}}|} und verlängert anschließend {\displaystyle {\overline {AC}}} über {\displaystyle C} hinaus. Um die Dreiecke {\displaystyle {WRU}} und {\displaystyle {CTM}} mit gleich großen Flächeninhalten zu erhalten, reicht es, den Teilungspunkt {\displaystyle D} zu bestimmen. Der fehlende Punkt {\displaystyle M} ist anschließend mithilfe eines Lots von {\displaystyle D} mit Fußpunkt {\displaystyle V} und einer Halbgeraden ab {\displaystyle W} durch den erzeugten Kreuzungspunkt {\displaystyle U} zu finden.
Es sei {\displaystyle |{\overline {AD}}|=x,} {\displaystyle |{\overline {AC}}|=a} und {\displaystyle |{\overline {CM}}|=y,} sodass gilt:
{\displaystyle {\begin{aligned}\left(4\right)&&y^{2}&=a\cdot x\quad {\text{und}}\\\left(5\right)&&x^{2}&=\left(a-x\right)\cdot \left(a+y-x\right).\end{aligned}}}
Daraus ergibt sich für {\displaystyle y}
{\displaystyle {\begin{aligned}\left(6\right)&&x^{2}&=\left(a-x\right)\cdot \left(a+y-x\right)\\&&0&=a^{2}+ay-2ax-xy\\&&2ax-a^{2}&=y\cdot \left(a-x\right)\\\left(7\right)&&y&={\frac {a\left(2x-a\right)}{a-x}}=a\cdot {\frac {2x-a}{a-x}}.\\\end{aligned}}}
Gleichung {\displaystyle \left(7\right)} eingesetzt in {\displaystyle \left(4\right)} ergibt:
{\displaystyle {\begin{aligned}\left(8\right)&&ax&=a^{2}\cdot \left({\frac {2x-a}{a-x}}\right)^{2}=a^{2}\cdot {\frac {\left(2x-a\right)^{2}}{\left(a-x\right)^{2}}}.\\\end{aligned}}}
Gleichung {\displaystyle \left(8\right)} multipliziert mit {\displaystyle \left(a-x\right)^{2}} und anschließend dividiert durch {\displaystyle a} ergibt:
{\displaystyle {\begin{aligned}\left(9\right)&&x\cdot \left(a-x\right)^{2}&=a\cdot \left(2x-a\right)^{2},\\&&x\cdot \left(a^{2}-2ax+x^{2}\right)&=a\cdot \left(4x^{2}-4xa+a^{2}\right),\\&&xa^{2}-2ax^{2}+x^{3}&=4ax^{2}-4xa^{2}+a^{3},\\\end{aligned}}}
daraus folgt die kubische Gleichung
{\displaystyle {\begin{aligned}\left(10\right)&&x^{3}&-6ax^{2}+5a^{2}x-a^{3}=0\end{aligned}}.}
Die Funktion {\displaystyle f(x)=x^{3}-6ax^{2}+5a^{2}x-a^{3}} hat im Intervall {\displaystyle [0,|{\overline {AM}}|]} zwei Nullstellen {\displaystyle x_{1}<x_{2}}. Es gilt {\displaystyle D=(x_{2}\mid 0).} Die dritte Nullstelle liegt außerhalb des Intervalls {\displaystyle [0,|{\overline {AM}}|]}.
Wenn {\displaystyle A=\left(0\mid 0\right)} als Koordinatenursprung festgelegt wird, sind die kartesischen Koordinaten des relevanten Punktes {\displaystyle D} des Funktionsgraphen
{\displaystyle {\begin{aligned}\quad &&D&=\left(a\cdot 0{,}643104132\ldots \mid 0\right)\end{aligned}}.}

### Beweis zu Punkt D

Bild 4: Beweis durch Kreisteilung, darin ist und die
Seitenlänge, ist die kleinste Diagonale

Als Beweis für die Richtigkeit der Konstruktion von Archimedes soll die folgende Teilung des Kreises in sieben gleich lange Bögen dienen.
Auf eine Gerade werden die Strecken mit den gegebenen Längen {\displaystyle |{\overline {AM}}|}, {\displaystyle |{\overline {AD}}|} und {\displaystyle |{\overline {AC}}|=a} abgetragen, anschließend das gleichschenklige Dreieck {\displaystyle ACB} mit {\displaystyle |{\overline {BC}}|=|{\overline {CM}}|} eingezeichnet sowie die Punkte {\displaystyle B} mit {\displaystyle M} und {\displaystyle B} mit {\displaystyle D} verbunden. Nach dem Bestimmen des Umkreismittelpunktes {\displaystyle O_{1}} mithilfe der beiden Senkrechten auf {\displaystyle {\overline {BM}}} durch {\displaystyle C} sowie auf {\displaystyle {\overline {AB}}} durch {\displaystyle D,} wird der Umkreis eingezeichnet. Es folgen die Verlängerungen der Strecken {\displaystyle {\overline {BD}}} und {\displaystyle {\overline {BC}}}, bis sie in {\displaystyle E} bzw. {\displaystyle Z} den Umkreis schneiden. Nun wird {\displaystyle A} mit {\displaystyle Z} verbunden, dabei ergibt sich der Schnittpunkt {\displaystyle H,} der sogleich mit {\displaystyle C} verbunden wird. Der Mittelpunkt {\displaystyle O_{2}} des kleinen Kreises ergibt sich aus der Halbierung der Strecke {\displaystyle {\overline {BC}}} in {\displaystyle L} und der anschließenden Senkrechten zu {\displaystyle {\overline {BC}}} in {\displaystyle L}.
Aus der Darstellung (Bild 4) ist zu entnehmen ({\displaystyle \operatorname {arc} =} Kreisbogen):
{\displaystyle |{\overline {MC}}|=|{\overline {CB}}|} im {\displaystyle \triangle {MBC},} daraus folgt:
{\displaystyle \angle {BMC}=\angle {CBM},}
{\displaystyle \operatorname {arc} O_{1}ZM=\operatorname {arc} O_{1}BA,} folglich ist:
{\displaystyle |{\overline {CD}}|\cdot |{\overline {DM}}|=|{\overline {DB}}|^{2}=|{\overline {AD}}|^{2}} und wegen Ähnlichkeit (W:W:W-Satz) der Dreiecke
{\displaystyle \triangle {MBD}\sim \triangle {CBD},} denn
{\displaystyle \angle {BMD}=\angle {DBC},} d. h.
{\displaystyle \operatorname {arc} O_{1}EZ=\operatorname {arc} O_{1}BA.}
Somit sind
{\displaystyle \operatorname {arc} O_{1}BA,\operatorname {arc} O_{1}ZM} und {\displaystyle \operatorname {arc} O_{1}ZE} drei gleich lange Bögen. Darüber hinaus ist:
{\displaystyle {\overline {AZ}}\parallel {\overline {BM}}} und
{\displaystyle \angle {BMC}=\angle {DBC}=\angle {HAC},}
{\displaystyle |{\overline {BD}}|=|{\overline {AD}}|,\;|{\overline {CD}}|=|{\overline {HD}}|,\;|{\overline {BC}}|=|{\overline {AH}}|,}
dies bedeutet, die vier Punkte {\displaystyle A,B,C} und {\displaystyle H} liegen auf demselben Kreis mit Mittelpunkt {\displaystyle O_{2}.}
Wegen Kongruenz (drei Seiten gleich lang) der Dreiecke
{\displaystyle \triangle {ACB}\equiv \triangle {HBA}} folgt
{\displaystyle |{\overline {AC}}|\cdot |{\overline {AD}}|=|{\overline {CB}}|^{2}=|{\overline {CM}}|^{2}}
und aus der Ähnlichkeit (W:W:W-Satz) von
{\displaystyle \triangle {BHC}\sim \triangle {CBD}} folgt
{\displaystyle |{\overline {HB}}|\cdot |{\overline {BD}}|=|{\overline {BC}}|^{2}.}
Des Weiteren gilt:
{\displaystyle |{\overline {CA}}|=|{\overline {HB}}|} und {\displaystyle \angle {BCD}=\angle {CHB}=2\cdot \angle {BMC},}
{\displaystyle \angle {CHD}=\angle {DAB}=2\cdot \angle {BMC},} folglich ist
{\displaystyle \operatorname {arc} O_{1}MB=2\cdot \operatorname {arc} O_{1}BA,} wegen
{\displaystyle \angle {ABD}=\angle {DAB}} ist auch
{\displaystyle \operatorname {arc} O_{1}AE=2\cdot \operatorname {arc} O_{1}BA,}
also ist jeder der Bögen
{\displaystyle \operatorname {arc} O_{1}MB} und {\displaystyle \operatorname {arc} O_{1}AE=2\cdot O_{1}BA.}
Somit ist der Kreis {\displaystyle MBAEZ} in sieben gleich lange Teile geteilt, was zu beweisen war.

### Endpunkt M mithilfe eines Funktionsgraphen

Bild 5: Bestimmen der Strecke mithilfe des Graphen der Funktion als Animation

Das nebenstehende Bild zeigt eine alternative Lösung. Darin wird der Punkt {\displaystyle M} anstatt des Punktes {\displaystyle D} bestimmt. Die Dreiecke {\displaystyle {ACB}} und {\displaystyle {CMB}} sowie die Punkte {\displaystyle D} und {\displaystyle V} sind nicht Teil der Lösung, sie dienen lediglich der Veranschaulichung.
Für eine exakte Konstruktion zeichnet man zuerst das Quadrat {\displaystyle AWRC} mit der beliebigen Seitenlänge {\displaystyle a=|{\overline {AC}}|} und verlängert {\displaystyle {\overline {AC}}} über {\displaystyle C} hinaus. Um die Dreiecke {\displaystyle {WRU}} und {\displaystyle {CTM}} mit gleich großen Flächeninhalten zu erhalten, reicht es, den Punkt {\displaystyle M} zu bestimmen. Abschließend wird die Verbindungslinie von Punkt {\displaystyle W} bis Punkt {\displaystyle M} eingetragen.
Vorüberlegung
Gesucht ist eine Funktion {\displaystyle f(x)}, deren Graph die x-Achse eines kartesischen Koordinatensystems in {\displaystyle M} schneidet (Nullstelle) und somit die Strecke {\displaystyle {\overline {AM}}} erzeugt.
Ansatz
Sei {\displaystyle a=1,} dann ist die Länge der Strecke {\displaystyle {\overline {AM}}} gleich dem Längenverhältnis der kleinsten Diagonale {\displaystyle {\overline {BM}}} zur Seitenlänge {\displaystyle s} des regelmäßigen Siebenecks (siehe hierzu Bild 4: Beweis durch Kreisteilung).
{\displaystyle |{\overline {AM}}|={\tfrac {|{\overline {BM}}|}{s}}=2\cos \left({\tfrac {\pi }{7}}\right)=1{,}801\,937\,735\ldots }
Dies führt über die kubische Gleichung
{\displaystyle x^{3}-x^{2}-2x+1=0}
schließlich zur Funktion
{\displaystyle f(x)=x^{3}-x^{2}-2x+1}
mit deren dritten Nullstelle in {\displaystyle M=\left(1{,}801\,937\,735\ldots \mid 0\right).} Für allgemeine {\displaystyle a>0} ergibt sich aufgrund linearer Skalierung entsprechend:
{\displaystyle |{\overline {AM}}|=a\cdot 2\cos \left({\tfrac {\pi }{7}}\right)=a\cdot 1{,}801\,937\,735\ldots }

## Endpunkt M mithilfe eines markierten Lineals

Bild 6: Konstruktion von Archimedes als Neusis-Konstruktion

Wie im Abschnitt Konstruktion von Archimedes erläutert, gibt es keine Überlieferung, wie er ein markiertes Lineal in seiner speziellen Neusis-Konstruktion nutzte, um den Punkt {\displaystyle M} zu erhalten.
Nichtsdestotrotz gibt es die Möglichkeit der Einschiebung (Bild 6) mithilfe der bereits bekannten Methode für ein Siebeneck mit gegebener Seitenlänge von David Johnson Leisk (auch Crockett Johnson genannt). In seiner Veröffentlichung aus dem Jahr 1975 beschreibt er den Lösungsweg zum Bestimmen der Hälfte des Zentriwinkels {\displaystyle \mu ={\tfrac {\pi }{7}}} mithilfe eines Quadrats und z. B. des gleichschenkligen Dreiecks {\displaystyle AEC}. Die Weiterführung liefert den Umkreismittelpunkt {\displaystyle O} des Siebenecks.

### Konstruktionsbeschreibung
Es beginnt mit dem Quadrat {\displaystyle AWRC} mit der Seitenlänge {\displaystyle a} und der Diagonalen {\displaystyle {\overline {AR}}}. Es folgen der Kreisbogen {\displaystyle b} um {\displaystyle C} mit dem Radius {\displaystyle |{\overline {CW}}|} und die Mittelsenkrechte der Strecke {\displaystyle {\overline {AC}}}. Nun wird das Lineal mit der Markierung der Seitenlänge {\displaystyle a} so platziert, dass ein Endpunkt der Markierung auf der Mittelsenkrechten, der zweite auf dem Kreisbogen {\displaystyle b} liegt und die Kante des Lineals durch den Punkt {\displaystyle A} verläuft. Die Bezeichnung der so gefundenen Punkte {\displaystyle E} und {\displaystyle F} sowie die Verbindungen des Punktes {\displaystyle E} mit {\displaystyle A} und {\displaystyle C} schließen sich an. Somit ergibt sich am Winkelscheitel {\displaystyle E} die Hälfte des Zentriwinkels {\displaystyle \mu ={\tfrac {\pi }{7}}}.
Weiter geht es mit der Halbierung der Strecke {\displaystyle {\overline {AE}}} in {\displaystyle G} und dem Errichten einer Orthogonalen (Senkrechten) auf {\displaystyle {\overline {AE}}} in {\displaystyle G} mit Schnittpunkt {\displaystyle O} auf der Mittelsenkrechten. Anschließend um {\displaystyle O} den Umkreis {\displaystyle k_{1}} des Dreiecks {\displaystyle ECA} mit dem Radius {\displaystyle |{\overline {OE}}|} ziehen; der Schnittpunkt ist {\displaystyle I}. Ab dem Punkt {\displaystyle I} trägt man einmal in Richtung {\displaystyle E} die Seitenlänge {\displaystyle a} des Quadrates auf dem Kreis ab; es ergibt den Schnittpunkt {\displaystyle J}. Nun bedarf es noch einer Verlängerung der Strecke {\displaystyle {\overline {AC}}} ab {\displaystyle C} und einer Halbgeraden ab {\displaystyle J} durch {\displaystyle I}, bis sie die Verlängerung ab {\displaystyle C} im gesuchten Punkt {\displaystyle M} trifft.
Diese Neusis-Konstruktion liefert eine Siebeneckseite mit der Länge {\displaystyle |{\overline {AC}}|=a} und eine mit der Länge {\displaystyle |{\overline {CM}}|=s}. Auch damit gilt (wie im Abschnitt Konstruktion von Archimedes erläutert):
{\displaystyle |{\overline {CM}}|^{2}=|{\overline {AC}}|\cdot |{\overline {AD}}|} und {\displaystyle |{\overline {AD}}|^{2}=|{\overline {CD}}|\cdot |{\overline {DM}}|}.

### Beweis zu Punkt M

Bild 7: Skizze für den Beweis der Neusis-Konstruktion, und sind Seiten zweier Siebenecke mit ungleichen Umkreisen

Ein möglicher Beweis (Bild 7) besteht darin, zu zeigen, dass das Dreieck {\displaystyle MAI} ein gleichschenkliges Dreieck ist. Mit anderen Worten:
Die Sehne {\displaystyle {\overline {AI}}} des Kreises {\displaystyle k_{1}} und die Strecke {\displaystyle {\overline {AM}}} müssen gleich lang sein.
Im gleichschenkligen Dreieck {\displaystyle AIC} mit den Schenkeln {\displaystyle a} ist die Sehne {\displaystyle {\overline {AI}}} eine Diagonale über zwei Seiten eines Siebenecks mit dem Innenwinkel {\displaystyle \alpha ={\tfrac {5}{7}}\cdot 180^{\circ }}. Die Seitenlänge {\displaystyle c=|{\overline {AI}}|} ergibt sich aus:
{\displaystyle |{\overline {AI}}|=2\cdot a\cdot \sin \left({\frac {\alpha }{2}}\right)=a\cdot 1{,}801937735\ldots }
Ergebnis der Berechnung der Streckenlänge {\displaystyle |{\overline {AM}}|} aus dem Abschnitt  Endpunkt M mithilfe eines Funktionsgraphen:
{\displaystyle |{\overline {AM}}|=a\cdot 1{,}801\,937\,735\ldots },
daraus folgt
{\displaystyle |{\overline {AI}}|=|{\overline {AM}}|}.

## Endpunkt M mithilfe zweier Zickzacklinien

Bild 8: Bestimmen des Punktes mithilfe zweier sich kreuzender Zickzacklinien, in einem gleichschenkligen Dreieck mit den Innenwinkeln ; Animation mit 20 s Pause

Archibald H. Finlay veröffentlichte 1959 in The Mathematical Gazette unter dem Titel 2863. Zig-Zag-paths einen Kreis mit acht speziellen Kreissektoren, die unterschiedliche Zickzacklinien beinhalten. Ein Kreissektor zeigt ein gleichschenkliges Dreieck mit dem Zentriwinkel {\displaystyle {\tfrac {180^{\circ }}{7}}=\phi } eines Vierzehnecks, den beiden Basiswinkeln mit je {\displaystyle 3\phi } sowie zwei sich kreuzende, vom Dreieck umschriebene Zickzacklinien mit sieben gleich langen Geradenabschnitten.
Das Zusammenspiel des Dreiecks {\displaystyle ABB'} mit Seitenlänge {\displaystyle a} des Quadrates und den beiden Zickzacklinien, ermöglicht das Finden des Punktes {\displaystyle M} der Strecke {\displaystyle {\overline {AM}}}. Es ist vorteilhaft, die Konstruktion (Bild 8) mittels einer Dynamischen-Geometrie-Software zu erstellen. Für eine Konstruktion auf Papier gäbe es z. B. auch die Möglichkeit, den beweglichen Winkelschenkel durch einen Papierstreifen zu ersetzen, oder man nimmt dazu – für eine pragmatische Lösung – einfach sieben gleich lange Zahnstocher. Die weitere Vorgehensweise wäre gleich wie die im Folgenden beschriebene bzw. wie die in der Animation (Bild 8) gezeigte.
Vorgehensweise
Nach der Konstruktion des Quadrates {\displaystyle AWRC} und dem Einzeichnen der Diagonalen {\displaystyle {\overline {AR}}} wird die Seite {\displaystyle {\overline {AC}}} des Quadrates mittels einer Halbgeraden über {\displaystyle C} hinaus verlängert. Dies ergibt den feststehenden Winkelschenkel des späteren Winkels {\displaystyle \phi }. Eine nun folgende zweite Halbgerade ab dem Scheitel {\displaystyle A}, sprich, der bewegliche Winkelschenkel, schließt einen Winkel mit noch unbestimmter Winkelweite ein.
Es geht weiter mit den zwei sich kreuzenden Zickzacklinien, d. h. mit dem Eintragen der vorerst fünf Seitenlängen {\displaystyle a=|{\overline {AC}}|} – eine ist die Quadratseite. Beginnend mit der ersten Zickzacklinie beim Scheitel {\displaystyle A} wird zuerst auf dem beweglichen Winkelschenkel die Länge {\displaystyle a} abgetragen; dabei ergibt sich der Schnittpunkt {\displaystyle X}. Es folgt, wieder mithilfe {\displaystyle a}, das vorläufige Bestimmen der Punkte {\displaystyle M} und {\displaystyle B'}. Auf die gleiche Art und Weise werden die Punkte {\displaystyle Y} und {\displaystyle B} der zweiten Zickzacklinie eingetragen. Die siebte Länge {\displaystyle a} (rot, Grundlinie des gesuchten Dreiecks {\displaystyle ABB'}) wird nahe {\displaystyle B} auf dem feststehenden Winkelschenkel platziert.
Um das Dreieck {\displaystyle ABB'} zu erhalten, bedarf es noch der Verbindung der Grundlinie der Länge {\displaystyle a} (rot) mit den Endpunkten {\displaystyle B} und {\displaystyle B'} der beiden Zickzacklinien. Die Animation (Bild 8) zeigt ein Beispiel, wie dies erreicht werden kann.
Mit dem fertiggestellten Dreieck {\displaystyle ABB'} ist der Punkt {\displaystyle M} so platziert, dass die Dreiecke {\displaystyle WRU} und {\displaystyle TMC} nun den gewünschten gleichen Flächeninhalt haben.

## Weiterführende Konstruktionen

### Umkreis gegeben
Siehe hierzu Bild 9.
Ausgehend von den konstruierten Punkten {\displaystyle D} und {\displaystyle M} zieht man zuerst ab dem Winkelscheitel {\displaystyle A} die Halbgerade {\displaystyle g_{1}} mit der Winkelweite {\displaystyle {\tfrac {\mu }{2}}.} Es folgt das Abtragen des gegebenen Umkreisradius {\displaystyle r} auf die Halbgerade {\displaystyle g_{1}} ab {\displaystyle A;} dabei ergibt sich der Mittelpunkt {\displaystyle O} des Umkreises. Nun zieht man um {\displaystyle O} den Umkreis des gesuchten Siebenecks mit dem Radius {\displaystyle r=|{\overline {AO}}|.} Schneidet der Umkreis die Strecke {\displaystyle {\overline {AB}}} in {\displaystyle E,} so ist die Seitenlänge {\displaystyle s} hiermit gefunden. Schneidet der Umkreis die Strecke {\displaystyle {\overline {AB}}} nicht, wird ab {\displaystyle B} die Halbgerade {\displaystyle g_{2}} gezogen, bis sie den Umkreis in {\displaystyle E} schneidet und so die Seitenlänge {\displaystyle s} liefert. Abschließend werden die Seitenlänge {\displaystyle s} fünfmal gegen den Uhrzeigersinn abgetragen und die noch fehlenden Seiten des Siebenecks eingezeichnet.

Bild 9: Siebeneck bei gegebenem Umkreisradius, Weiterführung der Konstruktion von Archimedes (Bild 3 oder 5), Animation, am Ende 30 s Pause

Bild 10: Siebeneck bei gegebener Seitenlänge, Weiterführung der Konstruktion von Archimedes (Bild 3 oder 5), Animation, am Ende 30 s Pause

### Seitenlänge gegeben
Siehe hierzu Bild 10.
Ausgehend von den konstruierten Punkten {\displaystyle D} und {\displaystyle M} zieht man zuerst ab dem Winkelscheitel {\displaystyle A} die Halbgerade {\displaystyle g_{1}} mit der Winkelweite {\displaystyle {\tfrac {\mu }{2}}.} Nun soll die gegebene Seitenlänge {\displaystyle s} bestimmt werden. Ist die Seitenlänge {\displaystyle s=|{\overline {AE}}|\leq |{\overline {AB}}|,} wird sie auf {\displaystyle {\overline {AB}}} abgetragen. Andernfalls ist zuvor ab {\displaystyle B} die Halbgerade {\displaystyle g_{2}} zu ziehen, um drauf {\displaystyle E} platzieren zu können. Nach dem Einzeichnen eines Kreisbogens mit dem Radius {\displaystyle |{\overline {AE}}|} um {\displaystyle A}, bis die Strecke {\displaystyle {\overline {AM}}} in {\displaystyle F} geschnitten wird, zieht man eine Linie ab {\displaystyle E} durch {\displaystyle F} auf die Halbgerade {\displaystyle g_{1}}. Dabei ergibt sich der Schnittpunkt {\displaystyle O} sowie das Dreieck {\displaystyle {AOE}}. Wegen Ähnlichkeit der Dreiecke {\displaystyle {AOE}\sim {AFE}} entspricht der am Eckpunkt {\displaystyle O} eingeschlossene Winkel dem Zentriwinkel {\displaystyle 2\mu ={\tfrac {2\pi }{7}}} des Siebenecks und {\displaystyle O} dem Mittelpunkt des gesuchten Umkreises. Abschließend werden der Umkreis um {\displaystyle O} mit dem Radius {\displaystyle r=|{\overline {AO}}|} gezogen, die Seitenlänge {\displaystyle s} fünfmal gegen den Uhrzeigersinn abgetragen und die noch fehlenden Seiten des Siebenecks eingezeichnet.